# Константин Митов
Константин Николов Митов е български офицер, полковник, командир на 4-ти ескадрон от 3-ти конен полк през Балканската (1912 – 1913) и Междусъюзническата война (1913), командир на командир на дивизион в 8-и конен полк (1915 – 1916), командир на 3-ти конен полк (1916 – 1917), на 1-ви конен полк (1917), на 11-и конен полк (1917 – 1918) и на 6-а конна бригада (1918) през Първата световна война (1915 – 1918).

## Биография
Константин Митов е роден на 26 март 1873 г. в София. На 2 август 1892 завършва Военното на Негово Княжеско Височество училище с 14-и випуск, произведен е в чин подпоручик и зачислен в кавалерията. На 2 август 1896 г. е произведен в чин поручик. През 1900 г. е адютант в Кавалерийската инспекция, от която длъжност през 1902 г. е командирован за обучение в Офицерската кавалерийска школа в Санкт Петербург, Русия. През 1902 г. е произведен в чин ротмистър, а през 1904 г. завършва кавалерийската школа. След завръщането си заема длъжността инструктор в Кавалерийската школа. През 1907 г. е командир на 3-ти ескадрон от Лейбгвардейския конен полк. На 30 декември 1908 г. е произведен в чин майор.
Майор Митов взема участие в Балканската (1912 – 1913) и Междусъюзническата война (1913) като командир на 4-ти ескадрон от 3-ти конен полк, като по време на Междусъюзническата война на 14 юли 1913 е произведен в чин подполковник. В началото на 1915 г. е назначен за командир на дивизион в 8-и конен полк.
По време на Първата световна война (1915 – 1918) подполковник Митов командва поверения му дивизион до 25 юни 1916 г., когато е назначен за командир на 3-ти конен полк. На 5 октомври 1916 г. е произведен в чин полковник. На 17 януари 1917 г. поема командването на 1-ви конен полк, за която служба през 1918 г. е награден с Военен орден „За храброст“, IV степен, 1 клас.. От 14 септември същата година на 11-и конен полк, а от 5 април 1918 г. на 6-а конна бригада.
След войната служи като командир на 2-ра конна бригада до 27 октомври 1919 г., когато е уволнен от служба. През 1921 г. със заповед № 355 от 1921 г. по Министерството на войната орденът му „За храброст“ е потвърден.

## Военни звания
- Подпоручик (2 август 1892)
- Поручик (2 август 1896)
- Ротмистър (1902)
- Майор (30 декември 1908)
- Подполковник (14 юли 1913)
- Полковник (5 октомври 1916)

## Образование
- Военно на Негово Княжеско Височество училище (до 1892)
- Офицерска кавалерийска школа в Санкт Петербург, Русия (1902 – 1904)

## Награди
- Кръст за независимостта на България 1908 (1909)
- Военен орден „За храброст“, IV степен, 2 клас
- Военен орден „За храброст“, IV степен, 1 клас (1918, 1921)
- Орден „Св. Александър“ V степен с мечове по средата